# کوه هیبا (شیمانه)
کوه هیبا (به ژاپنی: 比婆山 Hiba-yama) یک کوه در یاسوگی، شیمانه، استان شیمانه، ژاپن است، با ۳۳۱ متر ارتفاع. از آن در اسطوره ژاپن به عنوان محل دفن ایزانامی یاد شده‌است.